# Cestistica Azzurra Orvieto 2016-2017
Questa voce raccoglie le informazioni riguardanti la Cestistica Azzurra Orvieto nelle competizioni ufficiali della stagione 2016-2017.

## Stagione
Auto retrocessa dalla Serie A1, la Cestistica Azzurra Orvieto sponsorizzata Ceprini Costruzioni, disputa nella stagione 2016-2017 la Serie A2 femminile.

## Verdetti stagionali
Competizioni nazionali
- Serie A2:

stagione regolare: 3º posto su 14 squadre (20-6);
play-off: quarti di finale persi contro Costa Masnaga (0-2).
- Coppa Italia Serie A2:

Quarti di finale persi contro Progresso Bologna.

## Rosa
|    | Naz.                | Ruolo | Sportivo               | Anno | Alt. |  |        |
| -- | ------------------- | ----- | ---------------------- | ---- | ---- |  | ------ |
| 5  | Italia (bandiera)   | P     | Selene Grilli          | 1999 | 155  |  |        |
| 6  | Italia (bandiera)   | G     | Mariafrancesca Falanga | 1998 | 174  |  |        |
| 7  | Lituania (bandiera) | AC    | Gintarė Mažionytė      | 1991 | 186  |  |        |
| 9  | Italia (bandiera)   | P     | Valentina Bonasia      | 1994 | 164  |  | (cap.) |
| 10 | Italia (bandiera)   | A     | Azzurra Gaglio         | 1989 | 183  |  |        |
| 11 | Italia (bandiera)   | G     | Giulia Colantoni       | 1998 | 170  |  |        |
| 12 | Italia (bandiera)   | A     | Giulia Manzotti        | 1993 | 176  |  |        |
| 13 | Italia (bandiera)   | A     | Rachele Boni           | 1999 | 183  |  |        |
| 17 | Italia (bandiera)   | C     | Giorgia Manfrè         | 1992 | 183  |  |        |
| 18 | Italia (bandiera)   | AC    | Alessia Adaugo Egwho   | 1997 | 184  |  | [ 2 ]  |
| 20 | Italia (bandiera)   | G     | Greta Brunelli         | 1990 | 176  |  |        |
| 21 | Italia (bandiera)   | P     | Anna Bortolotti        | 1998 | 166  |  |        |
| 22 | Italia (bandiera)   | P     | Vincenza Armenti       | 1999 | 166  |  |        |
| 23 | Italia (bandiera)   | G     | Annabella Falanga      | 1998 | 170  |  |        |
| 24 | Italia (bandiera)   | G     | Cassandra Presta       | 2000 | 173  |  |        |
| 33 | Italia (bandiera)   | G     | Margherita Monaco      | 1999 | 170  |  |        |
| 33 | Italia (bandiera)   | P     | Valentina Bonaccini    | 1997 |      |  | [ 3 ]  |

## Mercato

### Sessione estiva
Confermata la giocatrice Azzurra Gaglio, Giulia Colantoni e Selene Grilli del settore giovanile, la società ha effettuato i seguenti trasferimenti:
| Acquisti | Acquisti               | Acquisti             | Acquisti   |
| R.       | Nome                   | da                   | Modalità   |
| -------- | ---------------------- | -------------------- | ---------- |
| G        | Mariafrancesca Falanga | Virtus Basket Ariano | definitivo |
| AC       | Gintarė Mažionytė      | BC Utenos            | definitivo |
| P        | Valentina Bonasia      | PB63 Battipaglia     | definitivo |
| A        | Giulia Manzotti        | Verga Palermo        | definitivo |
| A        | Rachele Boni           | Umbertide            | definitivo |
| C        | Giorgia Manfrè         | S. Salv. Selargius   | definitivo |
| G        | Greta Brunelli         | Stabia Basket        | definitivo |
| G        | Annabella Falanga      | Virtus Basket Ariano | definitivo |
| AC       | Alessia Adaugo Egwho   | giovanili            | definitivo |
| P        | Anna Bortolotti        | GS Belvedere Trento  | definitivo |
| P        | Vincenza Armenti       | Pink Bari            | definitivo |
| G        | Cassandra Presta       | De Florio Taranto    | definitivo |
| G        | Margherita Monaco      | De Florio Taranto    | definitivo |

| Cessioni | Cessioni           | Cessioni            | Cessioni       |
| R.       | Nome               | a                   | Modalità       |
| -------- | ------------------ | ------------------- | -------------- |
| *        | Sara Hattab        | -                   | fine contratto |
| PG       | Elena Capolicchio  | -                   | fine contratto |
| P        | Valentina Baldelli | Costa Masnaga       | fine contratto |
| G        | Blake Dietrick     | -                   | fine contratto |
| C        | Taryn Wicijowski   | -                   | fine contratto |
| A        | Maria Miccoli      | Le Mura Lucca       | fine contratto |
| A        | Emilia Bove        | Umbertide           | fine contratto |
| G        | Elisa Mancinelli   | Umbertide           | fine contratto |
| A        | Jelena Ivezić      | MBK Doğuş Hastanesi | fine contratto |

## Risultati

### Campionato

#### Play-off Promozione

##### Quarti di finale
| Arbitri: | Cristina Culmone (Bologna) Giulia Caravita (Ferrara) |

|                              |          |               |
| Bonasia, Mažionytė 15        | Punti    | 23 Rulli      |
| Bonasia, Manfrè, Mažionytė 2 | Assist   | 4 Baldelli    |
| Mažionytė 15                 | Rimbalzi | 9 Rulli, Tibè |

| Arbitri: | Edoardo Ugolini (Forlì) M.G. Forni (Ravenna) |

|             |          |                      |
| Baldelli 22 | Punti    | 24 Mažionytė         |
| Baldelli 8  | Assist   | 2 Bonasia, Mažionytė |
| Rulli 14    | Rimbalzi | 5 Mažionytė          |

### Coppa Italia di Serie A2

#### Quarti di finale
| Arbitri: | Cristina Mignogna (Milano) Sara Canali (Bergamo) |

|                |          |                     |
| Tava 22        | Punti    | 11 Mažionytė        |
| D'Alie, Mini 3 | Assist   | 3 Bonasia, Brunelli |
| Cadoni 12      | Rimbalzi | 11 Manzotti         |

## Statistiche
Aggiornate al 27 aprile 2017.

### Statistiche di squadra
| Competizione          | Punti | In casa | In casa | In casa | In casa | In casa | In trasferta | In trasferta | In trasferta | In trasferta | In trasferta | Totale | Totale | Totale | Totale | Totale | Totale |
| Competizione          | Punti | G       | V       | P       | Ptf     | Pts     | G            | V            | P            | Ptf          | Pts          | G      | V      | P      | Ptf    | Pts    | Diff.  |
| --------------------- | ----- | ------- | ------- | ------- | ------- | ------- | ------------ | ------------ | ------------ | ------------ | ------------ | ------ | ------ | ------ | ------ | ------ | ------ |
| Serie A2              | 40    | 13      | 13      | 0       | 894     | 713     | 13           | 7            | 6            | 884          | 814          | 26     | 20     | 6      | 1778   | 1527   | +251   |
| Play-off              |       | 1       | 0       | 1       | 48      | 73      | 1            | 0            | 1            | 79           | 84           | 2      | 0      | 2      | 127    | 157    | -30    |
| Coppa Italia Serie A2 |       | -       | -       | -       | -       | -       | 1            | 0            | 1            | 44           | 60           | 1      | 0      | 1      | 44     | 60     | -16    |
| Totale                | 40    | 14      | 13      | 1       | 942     | 786     | 15           | 7            | 8            | 1007         | 958          | 29     | 20     | 9      | 1949   | 1744   | +205   |

### Andamento in campionato
| Giornata  | 1 | 2 | 3 | 4 | 5 | 6 | 7 | 8 | 9 | 10 | 11 | 12 | 13 | 14 | 15 | 16 | 17 | 18 | 19 | 20 | 21 | 22 | 23 | 24 | 25 | 26 |
| --------- | - | - | - | - | - | - | - | - | - | -- | -- | -- | -- | -- | -- | -- | -- | -- | -- | -- | -- | -- | -- | -- | -- | -- |
| Luogo     | T | C | T | C | T | C | T | T | C | T  | C  | T  | C  | C  | T  | C  | T  | C  | T  | C  | C  | T  | C  | T  | C  | T  |
| Risultato | V | V | P | V | P | V | V | V | V | P  | V  | V  | V  | V  | P  | V  | P  | V  | V  | V  | V  | P  | V  | V  | V  | V  |
| Posizione | 3 | 4 | 3 | 2 | 5 | 7 | 5 | 3 | 3 | 6  | 5  | 5  | 4  | 2  | 4  | 4  | 5  | 5  | 3  | 3  | 3  | 4  | 3  | 3  | 3  | 3  |

Legenda:

Luogo: C = Casa; T = Trasferta. Risultato: V = Vittoria; N = Pareggio; P = Sconfitta.

### Statistiche delle giocatrici
Campionato (stagione regolare e play-off) e Coppa Italia
| Giocatrice             | Partite | Partite | Partite | Pun | Min. | Falli | Falli | Tiri da 2 | Tiri da 2 | Tiri da 2 | Tiri da 3 | Tiri da 3 | Tiri da 3 | Tiri Liberi | Tiri Liberi | Tiri Liberi | Rimbalzi | Rimbalzi | Rimbalzi | Stopp. | Stopp. | Palle | Palle | Ass | Val. | Val.  | A+dP |
| Giocatrice             | Pr      | PG      | SF      | Pun | Min. | C     | S     | R         | T         | %         | R         | T         | %         | R           | T           | %           | O        | D        | T        | D      | S      | P     | R     | Ass | Lega | OER   | A+dP |
| ---------------------- | ------- | ------- | ------- | --- | ---- | ----- | ----- | --------- | --------- | --------- | --------- | --------- | --------- | ----------- | ----------- | ----------- | -------- | -------- | -------- | ------ | ------ | ----- | ----- | --- | ---- | ----- | ---- |
| Gintarė Mažionytė      | 29      | 29      | 28      | 456 | 973  | 66    | 133   | 114       | 215       | 53,0      | 30        | 82        | 36,6      | 138         | 158         | 87,3        | 69       | 267      | 336      | 6      | 10     | 85    | 72    | 41  | 710  | 7,83  | 28   |
| Greta Brunelli         | 29      | 29      | 28      | 436 | 983  | 65    | 75    | 95        | 220       | 43,2      | 61        | 175       | 34,9      | 63          | 82          | 76,8        | 21       | 67       | 88       | 10     | 11     | 69    | 64    | 40  | 310  | 3,43  | 35   |
| Valentina Bonasia      | 28      | 28      | 28      | 334 | 933  | 80    | 115   | 87        | 191       | 45,5      | 22        | 74        | 29,7      | 94          | 116         | 81,0        | 19       | 98       | 117      | 6      | 10     | 109   | 83    | 67  | 345  | 3,35  | 41   |
| Giorgia Manfrè         | 29      | 29      | 28      | 264 | 861  | 81    | 45    | 114       | 218       | 52,3      | 1         | 3         | 33,3      | 33          | 46          | 71,7        | 17       | 100      | 117      | 8      | 3      | 53    | 39    | 23  | 240  | 4,95  | 9    |
| Giulia Manzotti        | 25      | 25      | 25      | 254 | 819  | 58    | 49    | 57        | 152       | 37,5      | 33        | 118       | 28,0      | 41          | 55          | 74,5        | 27       | 79       | 106      | 11     | 3      | 80    | 38    | 39  | 162  | 0,68  | -3   |
| Azzurra Gaglio         | 22      | 22      | 2       | 79  | 380  | 56    | 30    | 32        | 87        | 36,8      | 0         | 2         | 0,0       | 15          | 30          | 50,0        | 29       | 38       | 67       | 4      | 8      | 29    | 16    | 3   | 34   | 4,43  | -10  |
| Mariafrancesca Falanga | 29      | 28      | 4       | 53  | 330  | 24    | 7     | 9         | 23        | 39,1      | 10        | 27        | 37,0      | 5           | 8           | 62,5        | 8        | 34       | 42       | 3      | 2      | 18    | 7     | 9   | 43   | 3,43  | -2   |
| Selene Grilli          | 29      | 28      | 2       | 38  | 314  | 40    | 15    | 8         | 30        | 26,7      | 6         | 18        | 33,3      | 4           | 6           | 66,7        | 5        | 23       | 28       |        | 8      | 25    | 21    | 8   | 1    | 3,78  | 4    |
| Cassandra Presta       | 20      | 9       |         | 12  | 62   | 4     | 2     | 5         | 13        | 38,5      | 0         | 1         | 0,0       | 2           | 2           | 100,0       | 1        | 4        | 5        |        | 1      | 6     | 1     | 2   | 2    | 3,08  | -3   |
| Giulia Colantoni       | 18      | 10      |         | 11  | 77   | 9     | 2     | 3         | 11        | 27,3      | 1         | 2         | 50,0      | 2           | 2           | 100,0       | 4        | 9        | 13       |        | 1      | 5     | 2     | 1   | 5    | 3,47  | -2   |
| Rachele Boni           | 14      | 11      |         | 7   | 63   | 5     | 5     | 1         | 4         | 25,0      | 1         | 2         | 50,0      | 2           | 2           | 100,0       | 1        | 9        | 10       |        |        | 4     | 1     | 1   | 11   | 0,29  | -2   |
| Anna Bortolotti        | 11      | 5       |         | 2   | 17   | 1     | 1     | 1         | 2         | 50,0      |           |           |           |             |             |             | 2        | 1        | 3        |        |        | 1     |       |     | 3    | 18,18 | -1   |
| Alessia Adaugo Egwho   | 2       | 2       |         | 2   | 9    | 2     | 1     | 1         | 1         | 100,0     |           |           |           |             |             |             |          | 1        | 1        |        |        | 2     |       |     |      | 33,50 | -2   |
| Vincenza Armenti       | 16      | 7       |         | 1   | 13   | 2     | 1     | 0         | 3         | 0,0       |           |           |           | 1           | 2           | 50,0        | 1        |          | 1        |        |        | 1     | 1     | 1   | -2   | 0,06  | 1    |
| Margherita Monaco      | 7       | 4       |         |     | 7    | 1     |       |           |           |           |           |           |           |             |             |             |          |          |          |        |        | 1     |       |     | -2   | 0,00  | -1   |
| Annabella Falanga      | 3       | 1       |         |     | 3    |       |       |           |           |           |           |           |           |             |             |             |          |          |          |        |        |       |       |     |      | 0,00  |      |
| Valentina Bonaccini    | 1       | 1       |         |     | 6    | 1     |       |           |           |           |           |           |           |             |             |             |          | 2        | 2        |        | 1      | 1     |       |     | -1   | 0,00  | -1   |